# 西村秀一
西村 秀一（にしむら ひでかず、1947年7月29日 - ）は、鳥取県出身の元プロ野球選手（内野手）。

## 来歴・人物
鳥取工業高から、大阪鉄道管理局に進む。
サンケイアトムズのテストを受け、1967年にドラフト外で入団したが、1軍の試合には出場することなく1968年に引退した。

## 詳細情報

### 年度別投手成績
- 一軍公式戦出場なし

### 背番号
- 83 （1968年）